# Плотников, Егор Юрьевич
Его́р Ю́рьевич Пло́тников (род. 9 февраля 1980, пос. Старая Купавна, Московская область) — российский учёный-биолог, клеточный физиолог, доктор биологических наук, профессор РАН (2016).

## Биография
Родился 9 февраля 1980 года в посёлке Старая Купавна Московской области в семье учёных-гидрогеологов. Отец, Челидзе Юрий Борисович, к.г.-м.н, специалист по пресным подземным водам; мать, Плотникова Роза Ивановна, к.г.-м.н, специалист по минеральным водам, эксперт государственной комиссии по запасам.
В 2001 году окончил кафедру клеточной физиологии и иммунологии Биологического факультета МГУ, специальность «микробиология».
В 2004 году защитил диссертацию на соискание ученой степени кандидата биологических наук по специальности «клеточная биология, цитология, гистология». Тема диссертации «Участие митохондрий в окислительном и нитрозильном стрессе при ишемии/реперфузии почки»
В 2009 году защитил диссертацию на соискание степени доктора биологических наук по специальности «клеточная биология, цитология, гистология». Тема диссертации «Митохондрии как центральное звено повреждающих и защитных сигнальных путей при развитии почечной недостаточности».
В 2016 году удостоен звания Профессор РАН.
С 2004 года работает в НИИ Физико-химической биологии имени А. Н. Белозерского МГУ.
С 2019 года возглавил лабораторию структуры и функции митохондрий.
Победитель конкурса Президентской программы РНФ за 2020 год.

## Научная деятельность
Работы Плотникова Е. Ю. внесли значительный вклад в изучение фундаментальных основ развития почечной недостаточности при наиболее распространенных почечных патологиях: острой ишемии почки, миоглобинурии (краш-синдром), пиелонефрите и токсической нефропатии. Исследованы молекулярные основы развития повреждения ткани почки. На основе этих исследований выдвинут ряд стратегий защиты почки, позволяющих уменьшить повреждение и снизить почечную недостаточность. В последнее время активно занимается изучением острой почечной недостаточности у новорожденных, в частности при сепсисе.
В работах Плотникова Е. Ю. исследованы также возможности клеточной терапии различных типов почечной недостаточности с помощью введения различных типов стволовых и прогениторных клеток и изучены молекулярные основы подобных эффектов клеточной терапии. Получены уникальные данные по взаимодействию специализированных клеток и мезенхимальных стволовых клеток.
Под руководством Плотникова Е. Ю. защищено 6 кандидатских диссертаций.
Автор более 90 научных статей в ведущих российских и зарубежных изданиях. Получил 5 патентов на изобретения. Индекс цитирования Web of science 2114, Индекс Хирша Web of Science 24
Член редколлегии журналов «Бюллетень экспериментальной биологии и медицины», «Биохимия» и «Antioxidants».

## Педагогическая деятельность
Читает лекции межфакультетского курса МГУ «Совершенствование природы человека. Жизнь без старости» и лекции курса «Молекулярная биология митохондрия» на факультете биоинженерии и биоинформатики МГУ.

## Избранные труды
- Mitochondrial membrane potential (англ.) // Analytical Biochemistry. — 2018-07-01. — Vol. 552. — P. 50–59. — ISSN 0003-2697. — doi:10.1016/j.ab.2017.07.009. Архивировано 11 июня 2021 года.
- E. Y. Plotnikov, T. G. Khryapenkova, A. K. Vasileva, M. V. Marey, S. I. Galkina. Cell-to-cell cross-talk between mesenchymal stem cells and cardiomyocytes in co-culture (англ.) // Journal of Cellular and Molecular Medicine. — 2008. — Vol. 12, iss. 5a. — P. 1622–1631. — ISSN 1582-4934. — doi:10.1111/j.1582-4934.2007.00205.x. Архивировано 11 июня 2021 года.
- V. Skulachev M., N. Antonenko Y., N. Anisimov V., V. Chernyak B., A. Cherepanov D., A. Chistyakov V. Mitochondrial-Targeted Plastoquinone Derivatives. Effect on Senescence and Acute Age-Related Pathologies (англ.). Current Drug Targets (31 мая 2011). Дата обращения: 11 июня 2021. Архивировано 11 июня 2021 года.